# Oar pallens
Oar pallens là một loài bướm đêm trong họ Geometridae.